# Whitney Peak (Schauspielerin)
Whitney Peak (* 28. Januar 2003 in Uganda) ist eine kanadische Schauspielerin.

## Leben und Karriere
Peak wurde 2003 in Uganda geboren. Als sie neun Jahre alt war, zog die Familie nach Vancouver in Kanada.
In der Neuauflage von Gossip Girl ist sie als Zoya Lott zu sehen.

## Filmografie
- 2017: Campfire Kiss (Fernsehfilm)
- 2018: Legends of Tomorrow (Fernsehserie, 1 Episode)
- 2019: iZombie (Fernsehserie, 1 Episode)
- 2019–2020: Chilling Adventures of Sabrina (Fernsehserie, 10 Episoden)
- 2020: Home Before Dark (Fernsehserie, 7 Episoden)
- 2021–2023: Gossip Girl (Fernsehserie)
- 2022: Hocus Pocus 2
- 2025: Eye for an Eye